# Urs Kolly
Urs Kolly (* 24. Juli 1968 in Tafers, Kanton Freiburg) ist ein Schweizer Leichtathlet und siebenfacher Goldmedaillengewinner bei Paralympischen Spielen.

## Biografie
Er betreibt seit seinem zehnten Lebensjahr Leichtathletik im TSV Düdingen. 1989 verunglückte er im Militärdienst im Wallis als Beifahrer auf einem Motorrad und verlor den Unterschenkel am rechten Bein. Seither trainiert er mit Prothese. Als erster Sportler hat er im Weitsprung nicht sein gesundes Bein als Sprungbein benutzt und hatte damit viel Erfolg.
Bei den Paralympischen Sommerspielen 1992 in Barcelona gewann Kolly die Goldmedaille im Diskuswurf. Seither konnte er dreimal hintereinander bei Paralympischen Sommerspielen den Pentathlon und den Weitsprung gewinnen.
Bei Welt- und Europameisterschaften hat er zudem sieben Gold-, fünf Silber- und fünf Bronzemedaillen gewonnen. Im Jahre 2004 wurde er zum Schweizer Behindertensportler des Jahres gewählt.
Kolly ist dreifacher Familienvater und führt seit 2007 die Käserei in St. Antoni.